# Col de Lautaret

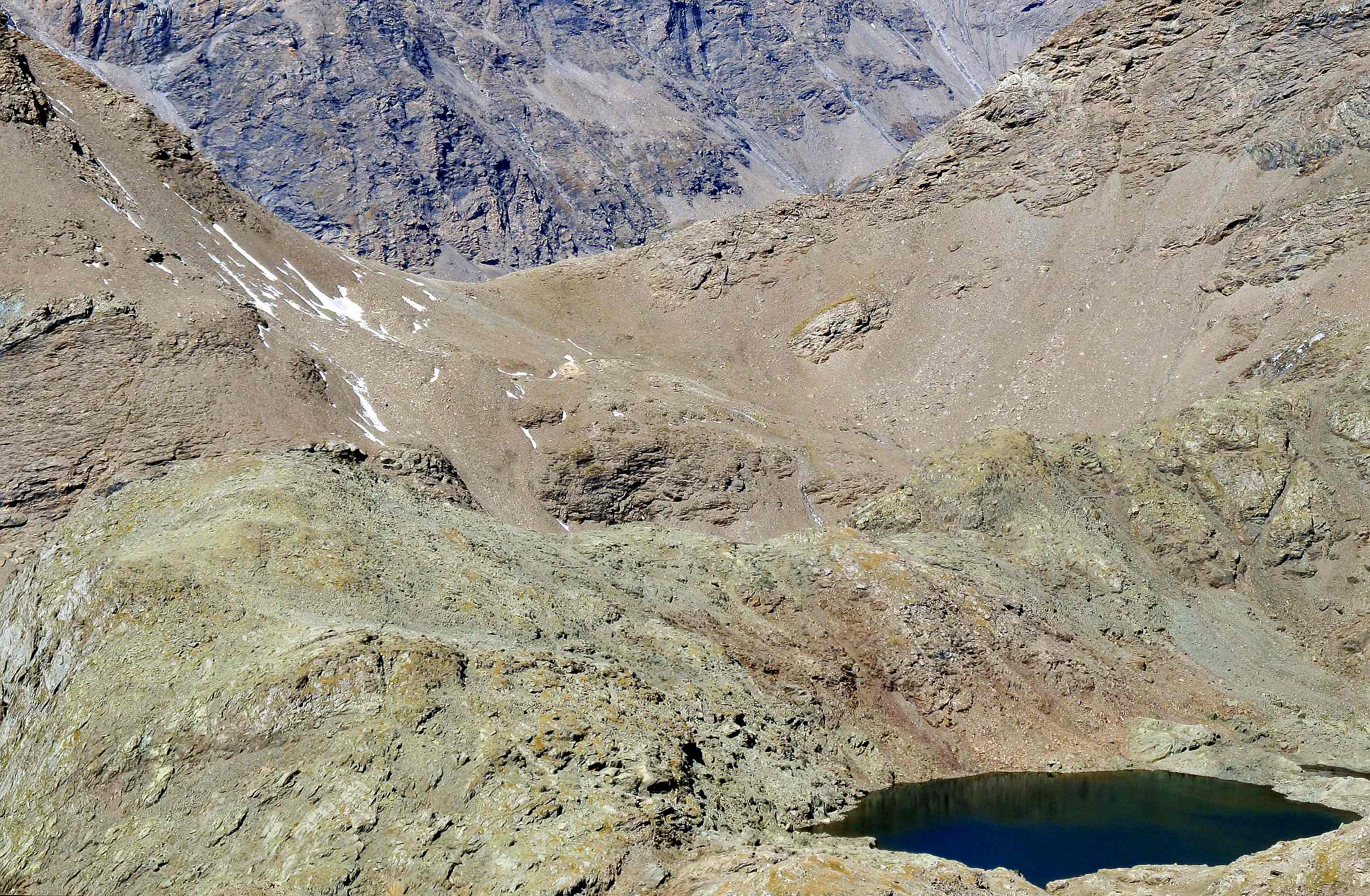
Passet sett från Punta Sulè. Där nedanför finns sjöarna Laghi dell'Autaret.

Col de Lautaret (italienska Colle dell' Autaret) är ett pass på fransk-italienska gränsen, 50 kilometer västnordväst om Turin, 3 070 meter över havet.

## Historia
Enligt vissa forskare var passet den plats där Hannibal år 218 f.Kr. korsade Alperna på sin marsch mot Italien, en teori som också stöds av den forskning som utförts för att sammanställa skönlitterära böcker, där det finns beskrivningar av resan och en tolkning ges till statyn i hög relief på Usseglio museum som visar en keltisk druidisk prästinna. I verkligheten är det en skildring från slutet av 1400-talet av Sankt Bernhard av Menton, med djävulen kedjad runt fötterna, som i den traditionella ikonografin för detta djävulsutdrivande helgon som vördades framför allt vid bergspassen, vilket korrekt illustreras i Usseglio-museet.